# Puchar Interkontynentalny w Lekkoatletyce 2018 – skok o tyczce kobiet
Skok o tyczce kobiet – jedna z konkurencji technicznych rozgrywana w ramach lekkoatletycznyego pucharu interkontynentalnego na Stadionie miejskim w Ostrawie-Witkowicach.

## Terminarz
Źródło: worldathletics.org.
| Data       | Godzina |
| ---------- | ------- |
| 8 września | 15:57   |

## Rekordy
Tabela prezentuje rekord świata, rekord pucharu interkontynentalnego, rekordy kontynentów oraz najlepszy wynik na listach światowych w sezonie 2018 przed rozpoczęciem mistrzostw.
|                                     | Zawodnik             | Wynik | Miejsce               | Data                  |
| ----------------------------------- | -------------------- | ----- | --------------------- | --------------------- |
| Rekord świata                       | Jelena Isinbajewa    | 5,06  | Zurych                | 28 sierpnia 2009(dts) |
| Listy światowe                      | Sandi Morris         | 4,95  | Greenville            | 27 lipca 2018(dts)    |
| Rekord pucharu interkontynentalnego | Swietłana Fieofanowa | 4,70  | Split                 | 4 września 2010(dts)  |
| Rekord Afryki                       | Elmarie Gerryts      | 4,42  | Wesel                 | 12 czerwca 2000(dts)  |
| Rekord Azji                         | Li Ling              | 4,66  | Wuhan                 | 6 czerwca 2015(dts)   |
| Rekord Ameryki Północnej            | Sandi Morris         | 5,00  | Bruksela              | 9 września 2016(dts)  |
| Rekord Ameryki Południowej          | Fabiana Murer        | 4,87  | São Bernardo do Campo | 3 lipca 2016(dts)     |
| Rekord Europy                       | Jelena Isinbajewa    | 5,06  | Zurych                | 28 sierpnia 2009(dts) |
| Rekord Australii i Oceanii          | Eliza McCartney      | 4,94  | Jockgrim              | 17 lipca 2018(dts)    |

## Rezultaty
Źródło: worldathletics.org.
| Pozycja | Zawodniczka         | Drużyna        | 3,60 | 3,80 | 4,00 | 4,15 | 4,30 | 4,45 | 4,55 | 4,65 | 4,70 | 4,75 | 4,80 | 4,85 | 4,90 | Rezultat | Punkty | Uwagi |
| ------- | ------------------- | -------------- | ---- | ---- | ---- | ---- | ---- | ---- | ---- | ---- | ---- | ---- | ---- | ---- | ---- | -------- | ------ | ----- |
| 1.      | Anżelika Sidorowa   | Europa         | –    | –    | –    | –    | –    | o    | –    | o    | o    | o    | x–   | xo   | xxx  | 4,85     | 8      | CR    |
| 2.      | Ekaterini Stefanidi | Europa         | –    | –    | –    | –    | –    | –    | –    | o    | –    | xxo  | o    | xo   | xxx  | 4,85     | 7      | CR    |
| 3.      | Sandi Morris        | Ameryka        | –    | –    | –    | –    | –    | o    | o    | o    | xxo  | xo   | o    | xo   | xxx  | 4,85     | 6      | CR    |
| 4.      | Yarisley Silva      | Ameryka        | –    | –    | –    | –    | xo   | o    | xxo  | xxx  |      |      |      |      |      | 4,55     | 5      |       |
| 5.      | Lisa Campbell       | Azja i Oceania | o    | o    | o    | xxx  |      |      |      |      |      |      |      |      |      | 4,00     | 4      |       |
| 6.      | Dorra Mahfoudhi     | Afryka         | o    | o    | xo   | xxx  |      |      |      |      |      |      |      |      |      | 4,00     | 3      |       |
| 8.      | Donia El Tabagh     | Afryka         | xo   | o    | xxx  |      |      |      |      |      |      |      |      |      |      | 3,80     | 2      |       |

## Klasyfikacja drużynowa
Źródło:
| Miejsce | Drużyna        | Punkty indywidualne | Punkty drużynowe |
| ------- | -------------- | ------------------- | ---------------- |
| 1.      | Europa         | 15                  | 8                |
| 2.      | Ameryka        | 11                  | 6                |
| 3.      | Afryka         | 5                   | 4                |
| 4.      | Azja i Oceania | 4                   | 2                |